# هیروشی جوفوکو
هیروشی جوفوکو (انگلیسی: Hiroshi Jofuku؛ زادهٔ ۲۱ مارس ۱۹۶۱) بازیکن فوتبال اهل ژاپن است.سرمربی فعلی باشگاه فوتبال توکیو وردی است‌.
از باشگاه‌هایی که در آن بازی کرده‌است می‌توان به باشگاه فوتبال کاوازاکی فرونتال اشاره کرد.